# ティエリー・レイ
ティエリー・レイ（Thierry Rey, 1959年6月1日 - ）はフランスの柔道家。ベルギーのウェスト＝フランデレン州フールネ(Veurne)出身。身長172cm。

## 経歴
9歳の時パリ郊外ラニー＝シュル＝マルヌの道場で柔道を始めた。
1979年世界柔道選手権大会60kg級で優勝、翌1980年モスクワオリンピックでも金メダルを獲得した。
1984年に競技から退いた後は指導者となり、パリのスポーツクラブ（Lagardère Paris Racing）の会長を務めたり、2012年オリンピック誘致活動に参加するなどした。
パートナー関係にあったクロード・シラク（ジャック・シラク元大統領の娘）との間に一男をもうけている。

## 主な戦績
- 1978年 - フランス国際 優勝
- 1978年 - ハンガリー国際 優勝
- 1978年 - ポーランド国際 3位
- 1979年 - フランス国際 優勝
- 1979年 - ソ連国際 3位
- 1979年 - 世界選手権 優勝
- 1980年 - ヨーロッパ選手権 3位
- 1980年 - モスクワオリンピック 優勝
- 1981年 - ソ連国際 3位
- 1981年 - ヨーロッパ選手権 2位
- 1981年 - 世界選手権 5位
- 1981年 - 日本国際柔道大会 3位
- 1982年 - フランス国際 2位
- 1982年 - ヨーロッパ選手権 2位
- 1982年 - 地中海競技大会 優勝
- 1984年 - ルーマニア国際 3位